# De ontmoeting (beeldengroep)

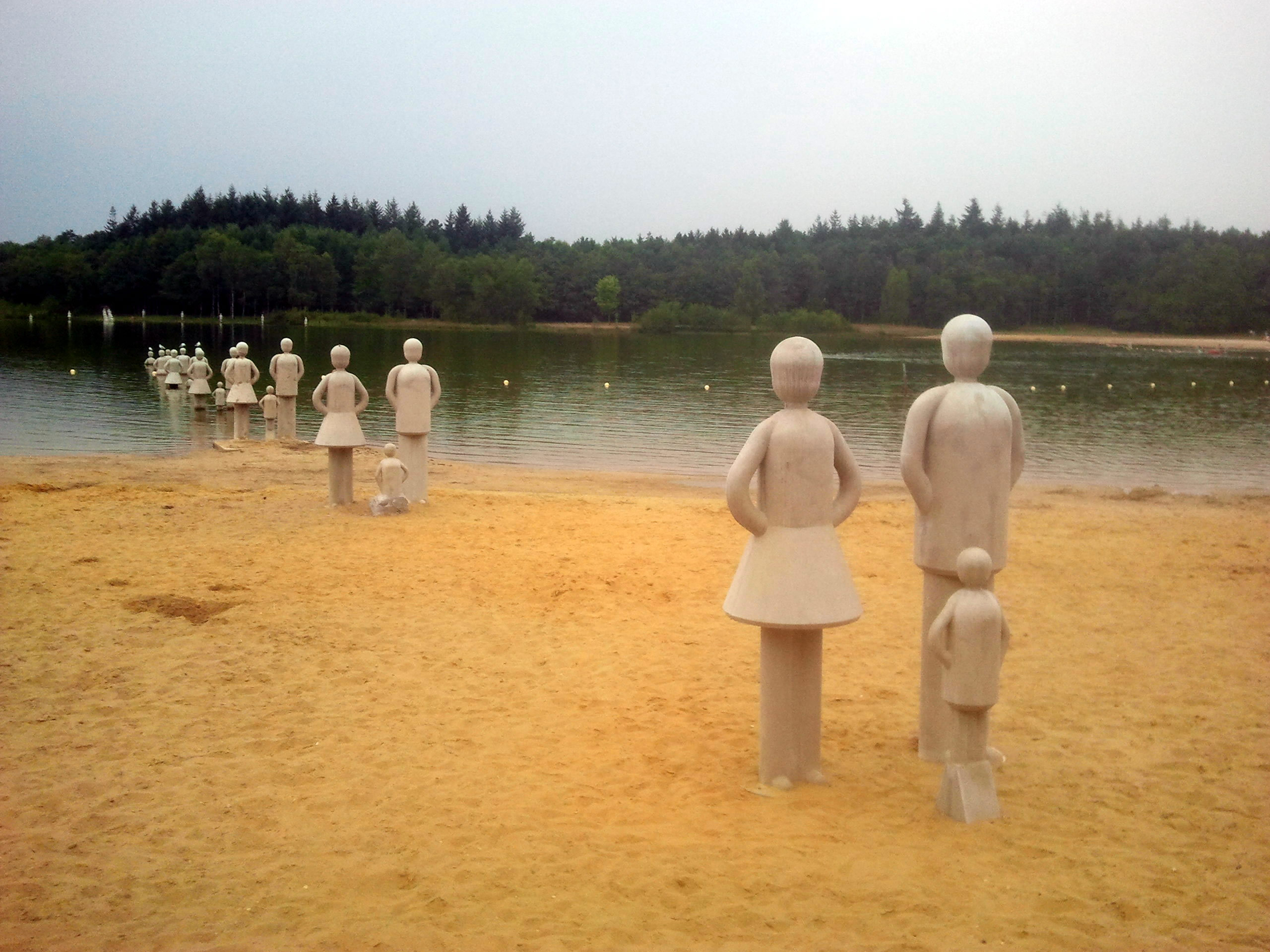
Beeldengroep De ontmoeting bij het Heerderstrand.

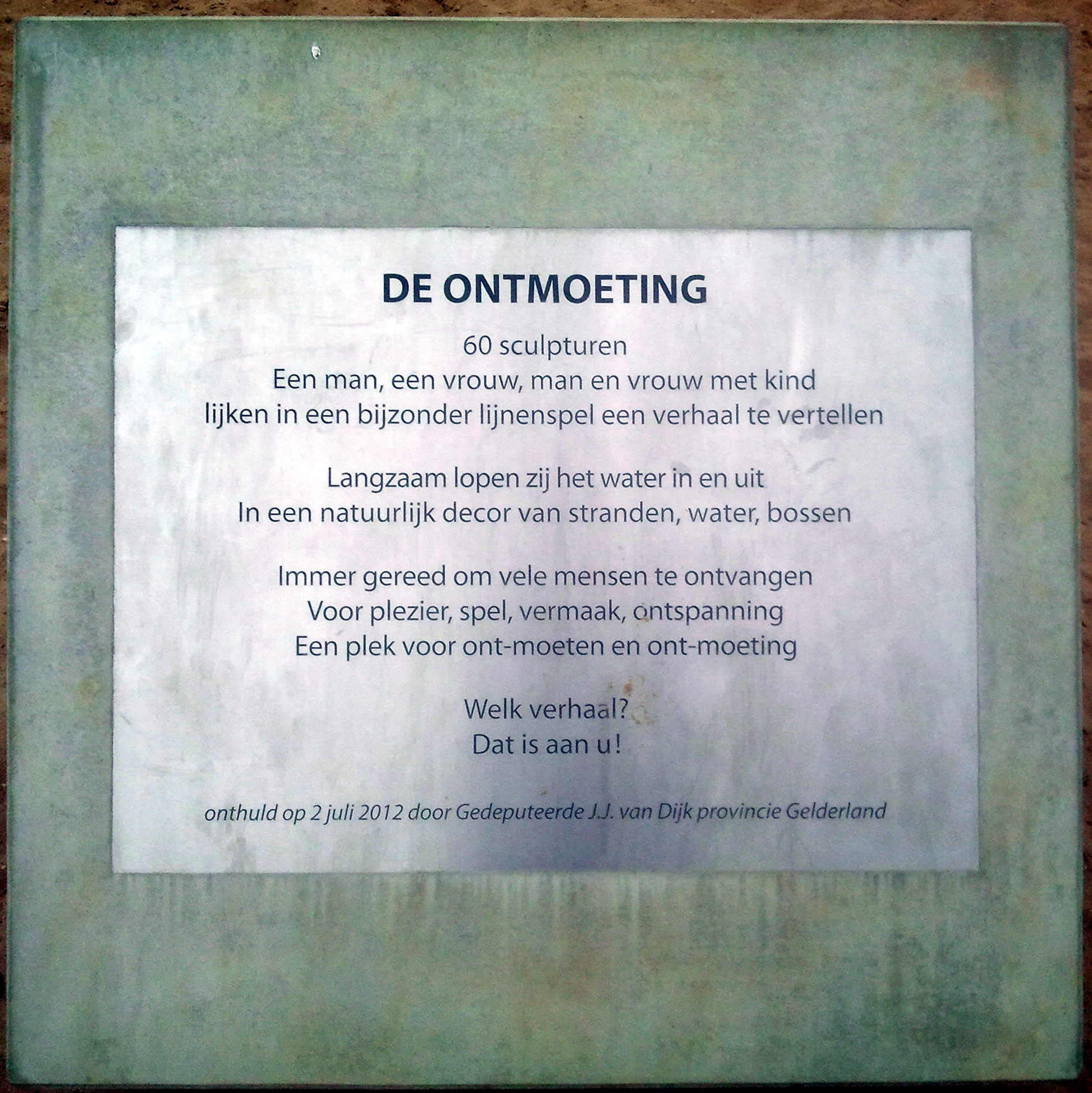
Plaquette bij de beeldengroep.

De ontmoeting is een beeldengroep van 60 betonnen sculpturen, gelegen in recreatiegebied het Heerderstrand nabij Heerde in de Nederlandse provincie Gelderland. De maker ervan is Frans Goldhagen. De ontmoeting borduurt voort op zijn eerdere werk De generaties (bestaande uit één man, vrouw en kind) op het terrein van Leisurelands, de opdrachtgever van vele van Goldhagens sculpturen.

## Beschrijving
De sculpturen staan opgesteld in rijen en bestaan uit mensfiguren (mannen, vrouwen, kinderen) die het water in- en/of uitlopen. De sculpturen zijn op 2 juli 2012 door gedeputeerde Jan Jacob van Dijk van provincie Gelderland onthuld.
De sculpturen hebben tevens een praktische functie: ze geven globaal aan tot hoever het vertrouwd is te zwemmen en tot waar men op de bodem kan staan.

## Plaquette
Op een plaquette bij de sculpturen staat vermeld: 
De ontmoeting 

 60 sculpturen
Een man, een vrouw, man en vrouw met kind
lijken in een bijzonder lijnenspel een verhaal te vertellen

Langzaam lopen zij het water in en uit
 in een natuurlijk decor van stranden, water, bossen 

Immer gereed om vele mensen te ontvangen
Voor plezier, spel, vermaak, ontspanning
Een plek voor ont-moeten en ont-moeting

Welk verhaal? 
Dat is aan u!

## Vernieling
Een maand voor de officiële onthulling is het kunstwerk De ontmoeting vlak voor de definitieve plaatsing beschadigd door vandalen. Dit werd tijdig hersteld.